# Левицький Георгій Олександрович
Георгій (Юрій) Олександрович Левицький (6 вересня 1857 ? — 23 лютого 1920, Новоросійськ, РРФСР) — військовий агент УНР у Німеччині, Нідерландах та Данії.

## Біографія
Закінчив 2-ге військове Костянтинівське училище у 1876 році. Станом на 1 січня 1910 року перебував у відставці. З початком першої світової війни повернувся на військову службу. З 31 жовтня 1914 року — генерал-лейтенант. З 7 січня 1916 року — начальник 126-ї пішої дивізії. 11 березня 1917 року був демобілізований.
На українській службі з 8 червня 1918 року — призначений на посаду т. в. о. начальника 16-ї пішої дивізії Армії Української Держави, однак до місця дислокації дивізії не відбув. З 27 червня 1918 року — т. в. о. начальника 1-ї пішої дивізії Армії Української Держави. За Гетьманату — генеральний значковий Армії Української Держави. 
З 2 лютого 1919 року — призначений начальником 6-го Полтавського кадрового корпусу Дієвої Армії УНР, однак посаду не обійняв. Станом на 9 травня 1919 року — військовий агент УНР у Німеччині, Нідерландах та Данії (Берлін).
Восени 1919 року виїхав до Збройних Сил Півдня Росії. 
Помер від тифу у місті Новоросійську у РРФСР.